# Thamithericles kasaiensis
Thamithericles kasaiensis är en insektsart som beskrevs av Marius Descamps 1977. Thamithericles kasaiensis ingår i släktet Thamithericles och familjen Thericleidae. Inga underarter finns listade i Catalogue of Life.